# Dick Smith Electronics
Dick Smith Electronics é uma rede varejista australiana fundada em 1968 por Dick Smith. O negócio começou como uma oficina de instalação de rádios em automóveis no subúrbio de Artarmon, Sydney, e hoje em dia emprega mais de 2.000 pessoas.